# Maneki neko

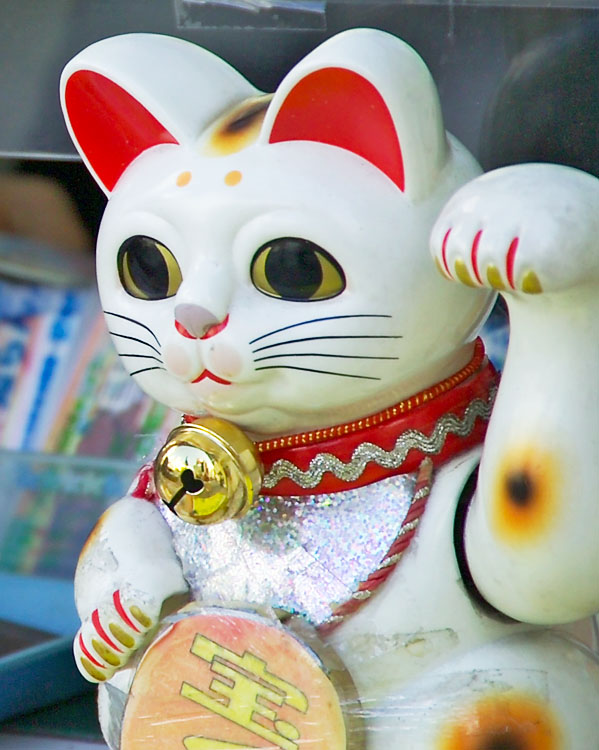
Maneki neko

De gelukskat ook bekend als wenkende kat (Japans: 招き猫, maneki neko) is een van de meest voorkomende talismannen in Japan. De oorspronkelijke Japanse naam luidt maneki neko, dat letterlijk "wenkende kat" betekent. Gelukskatten heffen hun linkerpoot, rechterpoot of soms allebei op. De betekenis hiervan verschilt per land en locatie.
In het algemeen is de opvatting dat de opgeheven linkerpoot klanten binnenhaalt, terwijl de wuivende rechterpoot geluk en rijkdom brengt. Gelukskatten met een wuivende linkerpoot worden ook wel bij de ingang van cafés geplaatst en hun ‘spiegelbeeld’ bij winkels. Hoe hoger de opgeheven poot, des te groter het geluk. 
Gelukskatten zijn meestal van keramiek gemaakt en gemodelleerd naar de Japanse stompstaartkat. De kleur van de kat heeft een (positieve) betekenis, zoals: financieel geluk (goud); geluk in de liefde/huwelijk (roze of rood); goede gezondheid (groen); reinheid (wit).

## Halsband en munten
Ze dragen doorgaans een halsband met daaraan een belletje of een amulet waarop het karakter 福 [fuku] geluk staat. Tevens dragen ze vaak een slabbetje om de nek, dit is een imitatie van de uitdossing van katten in rijke huishoudens tijdens de Japanse Edo-periode (1603-1868). Sommige modellen houden een langwerpige munt vast, een zogeheten koban, waarop de tekst: 千万両 [Sen man-ryō] (tien miljoen ryō) staat. ryō was een valuta die werd gebruikt in Japan voor de invoering van de yen. De tekst staat doorgaans verticaal op de munt afgebeeld. De gelukskat die de koban vasthoudt verbeeldt dus grote rijkdom.
Soms houdt de gelukskat twee munten vast. Op de tweede munt staat meestal een gelukswens. Over het algemeen komen deze zes boodschappen voor op de tweede munt:
| Boodschap | Transliteratie | Betekenis               |
| --------- | -------------- | ----------------------- |
| 健康      | kenkou         | Gezondheid              |
| 長寿      | chōju          | Lang leven              |
| 大吉      | daikiti        | Heel veel geluk         |
| 開運      | kaiun          | Succes gewenst vanaf nu |
| 招福      | shōfuku        | Zegening tot geluk      |
| 金運      | kin'un         | Economisch geluk        |

## Legenden over de herkomst
Over de herkomst van de Maneki neko bestaan verschillende legenden. Deze speelden zich allemaal af in de omgeving van Tokio en gaan allemaal over een kat die geluk brengt:
- De tempelkat: Een rijke landheer schuilde onder een boom tegen het onweer. De kat van een arme priester lokte de landheer weg en enkele ogenblikken later werd de boom geraakt door de bliksem. Als dank maakte de landheer de tempel groot, rijk en succesvol. Toen de kat stierf werden beelden van hem gemaakt omdat hij de aanstichter van het succes was.
- De arme oude vrouw: Een oude vrouw moest vanwege geldgebrek haar kat verkopen. Deze kat verscheen vervolgens in haar dromen en vertelde haar dat ze beelden van hem moest gaan maken en verkopen. Dit werden de maneki's en de vrouw werd erg rijk.
- De geisha: De kat van een geisha begon aan de kimono van haar eigenaar te krabben en wilde niet meer ophouden. Haar baas onthoofdde het dier en meteen vloog de kop van de kat naar het plafond waar deze een slang doodbeet. De slang stond net op het punt om de geisha te bijten. Haar baas liet toen een houten kattenbeeldje maken ter nagedachtenis. Dit was de eerste maneki.

## Trivia
- De Thaise geest Nang Kwak heeft hetzelfde wenkgebaar als de maneki neko.
- Het Pokémonkarakter Meowth is een maneki neko.